# جنگل بارانی
جنگل‌های بارانی جنگل‌هایی هستند که به واسطه مقدار زیاد بارش متمایز می‌شوند. طبق تعریف میزان کمینه بارش سالانه در یک جنگل بارانی بین ۱۷۵۰ تا ۲۰۰۰ میلی‌متر است. جنگل‌های بارانی دو نوع هستند: جنگل‌های بارانی استوایی و جنگل‌های بارانی معتدله. مناطقی که دارای باران‌های موسمی هستند که به مناطق همگرای میان‌استوایی (intertropical convergence zones) نیز معروفند، نقش مهمی در ایجاد شرایطی اقلیمی دارند که لازمه جنگل‌های بارانی کره زمین است. حدود ۴۰٪ تا ۷۵٪ از کل گونه‌های زنده بوم‌زاد در جنگل‌های بارانی زندگی می‌کنند. برآورد می‌شود که شاید چندین میلیون گونه از گیاهان و حشرات و ریزاندامگان در جنگل‌های بارانی وجود داشته باشند که هنوز شناخته نشده‌اند. جنگل‌های بارانی «جواهرات زمین» و «بزرگ‌ترین داروخانه زمین» نامیده شده‌اند.
در سال ۲۰۰۹، شرکت نایک و تیمبرلند خرید چرم از بخش‌های جنگل‌زدایی شدهٔ جنگل‌های آمازون را متوقف کردند. این عمل تنها چند هفته پس از گزارش سازمان صلح سبز صورت گرفت که نشان می‌داد گله‌های دامداری‌های منطقهٔ آمازون باعث تخریب جنگل‌های آمازون می‌شوند. طبق تحقیق آرنولد نیومن هر همبرگری که می‌خریم باعث از بین رفتن ۶٫۲۵ متر مربع از جنگل‌های بارانی می‌شود.